# Кубок Югославии по футболу 1968/1969
Кубок маршала Тито 1968/1969 (сербохорв. Kup maršala Tita 1968/1969) — 22-й розыгрыш Кубка Югославии по футболу.

## 1/8 финала
| # | Хозяева            | Результат      | Гости           |
| - | ------------------ | -------------- | --------------- |
| 1 | Борово             | 0:2            | Црвена звезда   |
| 2 | Будучност Титоград | 2:3 (доп. вр.) | Партизан        |
| 3 | Хайдук Сплит       | 3:1            | Слобода Тузла   |
| 4 | Напредак           | 2:0            | Вардар          |
| 5 | Раднички Ниш       | 0:1            | Динамо Загреб   |
| 6 | Риека              | 1:0            | Бор             |
| 7 | Войводина          | 1:3            | Бачка           |
| 8 | Железничар Сараево | 1:0            | Олимпия Любляна |

## 1/4 финала
| # | Хозяева       | Результат      | Гости              |
| - | ------------- | -------------- | ------------------ |
| 1 | Бачка         | 1:2 (доп. вр.) | Хайдук Сплит       |
| 2 | Динамо Загреб | 1:0            | Железничар Сараево |
| 3 | Партизан      | 2:1            | Риека              |
| 4 | Црвена звезда | 4:0            | Напредак           |

## 1/2 финала
| # | Хозяева      | Результат      | Гости         |
| - | ------------ | -------------- | ------------- |
| 1 | Хайдук Сплит | 1:0            | Црвена звезда |
| 2 | Партизан     | 0:0 (2:4 пен.) | Динамо Загреб |

## Финал
| Динамо Загреб                   | 3:3 (доп. вр.) | Хайдук Сплит                             |
| ------------------------------- | -------------- | ---------------------------------------- |
| Гуцмиртл 23′ · Замбата 71′ 110′ |                | Павлица 16′ · Бошкович 74′ · Вардич 100′ |

### Переигровка
| Динамо Загреб                       | 3:0 | Хайдук Сплит |
| ----------------------------------- | --- | ------------ |
| Белин 18′ · Замбата 85′ · Вабец 90′ |     |              |